# Patrick Hausding
Patrick Hausding (Berlín, RDA, 9 de marzo de 1989) es un deportista alemán que compitió en saltos de trampolín y plataforma.
Participó en cuatro Juegos Olímpicos de Verano, obteniendo en total tres medallas, plata en Pekín 2008, en la prueba de plataforma sincronizada (junto con Sascha Klein), bronce en Río de Janeiro 2016, en el trampolín individual, y bronce en Tokio 2020, en trampolín sincronizado (con Lars Rüdiger), y el cuarto lugar en Londres 2012 (trampolín individual).
Ganó cuatro medallas en el Campeonato Mundial de Natación entre los años 2011 y 2017, y 37 medallas en el Campeonato Europeo de Natación entre los años 2008 y 2021.

## Palmarés internacional
| Juegos Olímpicos   | Juegos Olímpicos         | Juegos Olímpicos  | Juegos Olímpicos       |
| Año                | Lugar                    | Medalla           | Prueba                 |
| ------------------ | ------------------------ | ----------------- | ---------------------- |
| 2008               | Pekín (China)            | Medalla de plata  | Plataforma 10 m sincro |
| 2016               | Río de Janeiro (Brasil)  | Medalla de bronce | Trampolín 3 m          |
| 2020               | Tokio (Japón)            | Medalla de bronce | Trampolín 3 m sincro   |
| Campeonato Mundial |                          |                   |                        |
| Año                | Lugar                    | Medalla           | Prueba                 |
| 2011               | Shanghái (China)         | Medalla de plata  | Plataforma 10 m sincro |
| 2013               | Barcelona (España)       | Medalla de oro    | Plataforma 10 m sincro |
| 2017               | Budapest (Hungría)       | Medalla de plata  | Trampolín 3 m          |
| 2017               | Budapest (Hungría)       | Medalla de bronce | Plataforma 10 m sincro |
| Campeonato Europeo |                          |                   |                        |
| Año                | Lugar                    | Medalla           | Prueba                 |
| 2008               | Eindhoven (Países Bajos) | Medalla de oro    | Plataforma 10 m sincro |
| 2009               | Turín (Italia)           | Medalla de oro    | Plataforma 10 m sincro |
| 2009               | Turín (Italia)           | Medalla de bronce | Plataforma 10 m        |
| 2010               | Budapest (Hungría)       | Medalla de oro    | Trampolín 3 m          |
| 2010               | Budapest (Hungría)       | Medalla de oro    | Plataforma 10 m sincro |
| 2010               | Budapest (Hungría)       | Medalla de plata  | Trampolín 1 m          |
| 2010               | Budapest (Hungría)       | Medalla de plata  | Plataforma 10 m        |
| 2010               | Budapest (Hungría)       | Medalla de plata  | Trampolín 3 m sincro   |
| 2011               | Turín (Italia)           | Medalla de oro    | Trampolín 3 m          |
| 2011               | Turín (Italia)           | Medalla de oro    | Plataforma 10 m sincro |
| 2011               | Turín (Italia)           | Medalla de plata  | Plataforma 10 m        |
| 2011               | Turín (Italia)           | Medalla de plata  | Trampolín 3 m sincro   |
| 2012               | Eindhoven (Países Bajos) | Medalla de oro    | Plataforma 10 m sincro |
| 2012               | Eindhoven (Países Bajos) | Medalla de plata  | Trampolín 3 m          |
| 2012               | Eindhoven (Países Bajos) | Medalla de plata  | Trampolín 3 m sincro   |
| 2013               | Rostock (Alemania)       | Medalla de oro    | Plataforma 10 m sincro |
| 2013               | Rostock (Alemania)       | Medalla de plata  | Plataforma 10 m        |
| 2013               | Rostock (Alemania)       | Medalla de plata  | Trampolín 3 m sincro   |
| 2013               | Rostock (Alemania)       | Medalla de bronce | Trampolín 3 m          |
| 2014               | Berlín (Alemania)        | Medalla de oro    | Trampolín 1 m          |
| 2014               | Berlín (Alemania)        | Medalla de oro    | Trampolín 3 m          |
| 2014               | Berlín (Alemania)        | Medalla de oro    | Plataforma 10 m sincro |
| 2014               | Berlín (Alemania)        | Medalla de plata  | Trampolín 3 m sincro   |
| 2015               | Rostock (Alemania)       | Medalla de oro    | Plataforma 10 m sincro |
| 2015               | Rostock (Alemania)       | Medalla de plata  | Equipo mixto           |
| 2015               | Rostock (Alemania)       | Medalla de bronce | Trampolín 3 m sincro   |
| 2016               | Londres (Reino Unido)    | Medalla de oro    | Plataforma 10 m sincro |
| 2017               | Kiev (Ucrania)           | Medalla de plata  | Trampolín 1 m          |
| 2018               | Glasgow (Reino Unido)    | Medalla de bronce | Trampolín 3 m sincro   |
| 2019               | Kiev (Ucrania)           | Medalla de oro    | Equipo mixto           |
| 2019               | Kiev (Ucrania)           | Medalla de oro    | Trampolín 1 m          |
| 2019               | Kiev (Ucrania)           | Medalla de plata  | Trampolín 3 m          |
| 2019               | Kiev (Ucrania)           | Medalla de plata  | Trampolín 3 m sincro   |
| 2021               | Budapest (Hungría)       | Medalla de oro    | Trampolín 1 m          |
| 2021               | Budapest (Hungría)       | Medalla de oro    | Trampolín 3 m sincro   |
| 2021               | Budapest (Hungría)       | Medalla de bronce | Plataforma 10 m sincro |
| 2021               | Budapest (Hungría)       | Medalla de bronce | Equipo mixto           |